# São Martinho (Funchal)
São Martinho é uma freguesia portuguesa do município do Funchal, na ilha da Madeira, com 7,98 km² de área e 26929 habitantes (censo de 2021). A sua densidade populacional é 3 374,6 hab./km².
Localiza-se a uma altitude de 240 metros. São Martinho é cruzado pela principal estrada da ilha - a via rápida - que a liga ao centro do Funchal e ao concelho de Câmara de Lobos, a este e oeste respetivamente, sendo que na sua extensão plena, a via rápida liga-o até ao Caniçal, freguesia mais oriental da ilha e, ao concelho da Ribeira Brava na parte ocidental da mesma. É banhado pelo Oceano Atlântico a sul e tem uma região montanhosa a norte.
Na mesma freguesia situa-se uma das maiores e mais frequentadas praias do Funchal, ou mesmo da ilha, a Praia Formosa. A freguesia possui ainda o maior cemitério da cidade do Funchal, o Cemitério de Nossa Senhora das Angústias, também com crematório.
É a freguesia com mais habitantes da Madeira, sendo por conseguinte aquela que tem maior número de eleitores, representando muito mais que vários concelhos da Região, mas também a que recebe maior número de turistas - para pernoitar - na região. O Lido ou Zona Hoteleira da Madeira, situa-se no litoral sul da freguesia, onde se concentra a esmagadora maioria das unidades hoteleiras presentes na Região Autónoma da Madeira. Parafraseando o Edil da Câmara Municipal do Funchal, "o crescimento e a importância social e económica desta freguesia torna-a já uma cidade dentro da cidade do Funchal."

## História
Os terrenos da freguesia de São Martinho foram desmembrados dos da freguesia de São Pedro no final do século XVI, por alvará régio de 3 de Março de 1579, aquando da segunda instalação dessa última freguesia. À semelhança daquilo que acontece atualmente, os terrenos são parcialmente agrícolas. Nesta freguesia funcionava uma pequena capela construída por Afonso Anes, o hortelão, em homenagem a São Martinho. A igreja foi sucessivamente ampliada e foi quase reconstruída de raiz em 1735.
Com o aumento da população, no final do século XIX levantava-se um imponente templo, cuja primeira pedra foi lançada a 8 de Julho de 1883, mas os trabalhos só arrancariam no século XX, o que fez com que a Igreja fosse sagrada apenas a 24 de Junho de 1918. A partir de 1940, com a transferência do cemitério central da área das Angústias para os terrenos anexos à velha igreja, esta passou a capela funerária.
A praia formosa, situada nesta freguesia, em termos era uma enseada erma e isolada por falésias, a tal ponto que no século XVI desembarcaram aí um conjunto numeroso de corsários, que entraram no Funchal de surpresa roubando tudo o que puderam, tomando o controlo dessa cidade durante alguns dias. Segundo alguns autores, baseando-se em relatos da época, foi em consequência dessa "invasão" que nasceu a localidade do Curral das Freiras, pois sendo os corsários protestantes, profanaram e roubaram muitos dos conventos católicos da ilha, de um desses conventos fugiu um conjunto de religiosas que seguindo o leito seco de uma das ribeiras foram dar a uma localidade isolada entre montanhas e aí permaneceram atraindo outros locais da ilha que designaram aquele local pelo nome que hoje tem.

### Festa da Freguesia
O dia 11 de novembro (Dia de São Martinho) é comemorado tanto pela Igreja Católica como pelo povo que aproveita a ocasião para assar as últimas castanhas.
A Festa de São Martinho é bem elucidativa da fé e das tradições do povo madeirense. Embora não se saiba ao certo quando é que se começou a celebrar o São Martinho na região, a verdade é que se trata de um costume antigo.
Manda a tradição que na véspera de São Martinho se prove o vinho novo e saboreie o bacalhau assado. Esta antiga tradição é praticada ainda nos dias de hoje.
Na Igreja de São Martinho (Funchal) realiza-se um grande arraial em honra do seu santo padroeiro, onde antigamente aconteciam as tradicionais romagens.
É coincidente com a festividade litúrgica de São Martinho de Tours.

## Demografia
A população registada nos censos foi:
| Distribuição da População por Grupos Etários | Distribuição da População por Grupos Etários | Distribuição da População por Grupos Etários | Distribuição da População por Grupos Etários | Distribuição da População por Grupos Etários |
| -------------------------------------------- | -------------------------------------------- | -------------------------------------------- | -------------------------------------------- | -------------------------------------------- |
| Ano                                          | 0-14 Anos                                    | 15-24 Anos                                   | 25-64 Anos                                   | > 65 Anos                                    |
| 2001                                         | 3929                                         | 3253                                         | 11314                                        | 2141                                         |
| 2011                                         | 4209                                         | 3209                                         | 15991                                        | 3073                                         |
| 2021                                         | 3510                                         | 2781                                         | 15527                                        | 5111                                         |

## Património arquitetónico-religioso
- Capela de Nossa Senhora da Ajuda
- Capela de Nossa Senhora da Fé
- Capela de Nossa Senhora da Nazaré
- Capela de Nossa Senhora das Virtudes
- Capela de Nossa Senhora do Amparo
- Capela de Nossa Senhora do Pilar
- Capela da Nossa Senhora da Vitória
- Igreja da Nazaré
- Igreja Nova de São Martinho

## Economia
Ao nível comercial, destaca-se essencialmente o sector terciário dos serviços, nomeadamente o turismo, predominante no litoral sul da freguesia e para a existência de um dos maiores centro comerciais da ilha, o Fórum Madeira.
Na sua parte sul, acompanhando quase sempre o oceano, situa-se uma estrada que foi em tempos uma das principais do Funchal, antes da construção da via rápida, designada por Estrada Monumental, fazendo a ligação do concelho do Funchal ao concelho de Câmara de Lobos, e ao longo da qual se concentra a maior parte das unidades hoteleiras da Madeira, sendo comumente esta zona denominada por Lido ou ainda por Zona Hoteleira do Funchal ou da Madeira.

## Sítios
- Ajuda
- Areeiro
- Igreja
- Nazaré
- Pico de São Martinho
- Piornais
- Quebradas
- Virtudes
- Amparo
- Casa Branca
- Lombada
- Pico do Funcho
- Pilar
- Poço Barral
- Vargem
- Vitória

## Freguesias limítrofes
- Câmara de Lobos, oeste
- Santo António, nordeste
- Sé, sudeste
- São Pedro, este

## Galeria

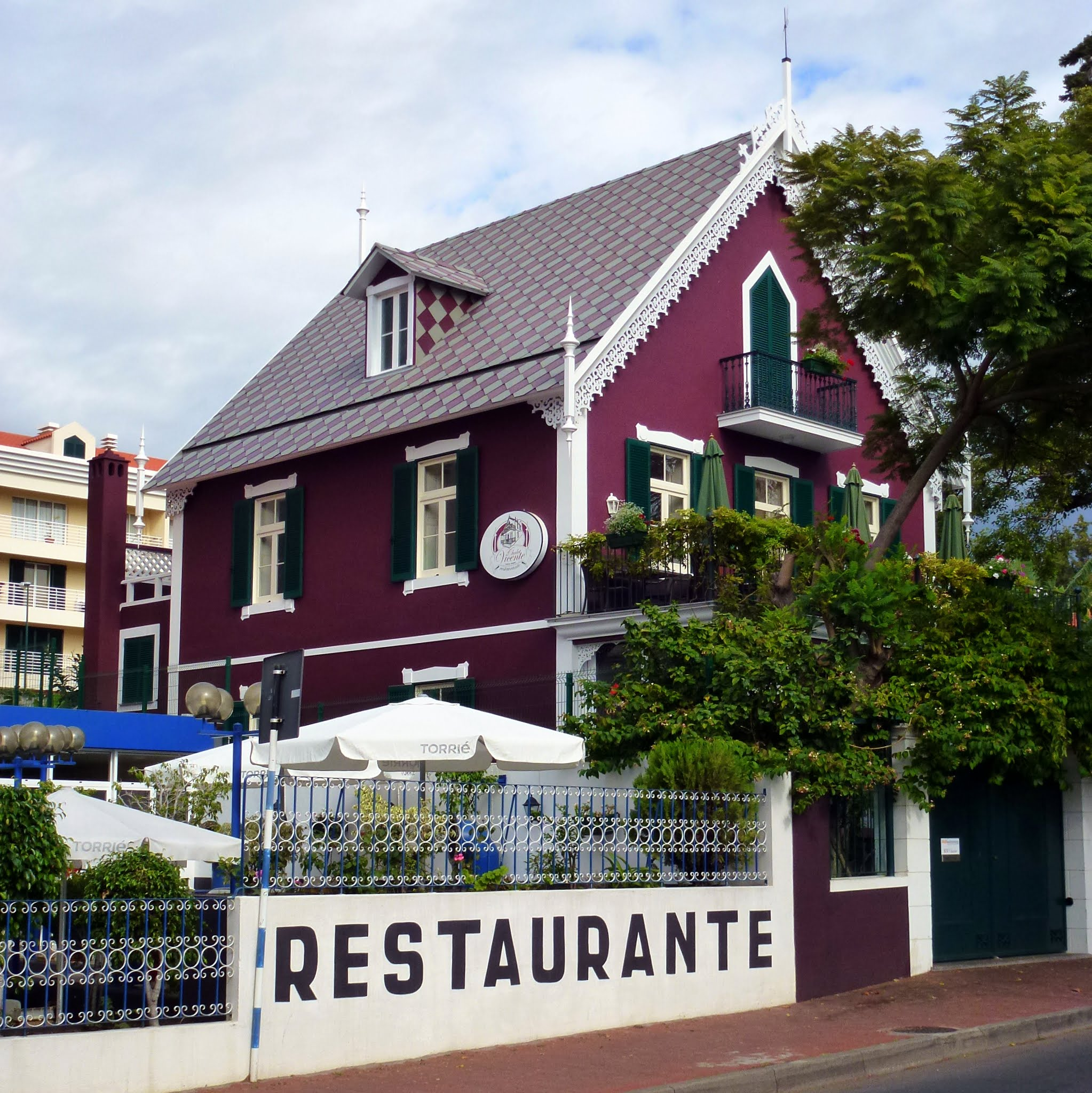
Chalet Vicente, Lido
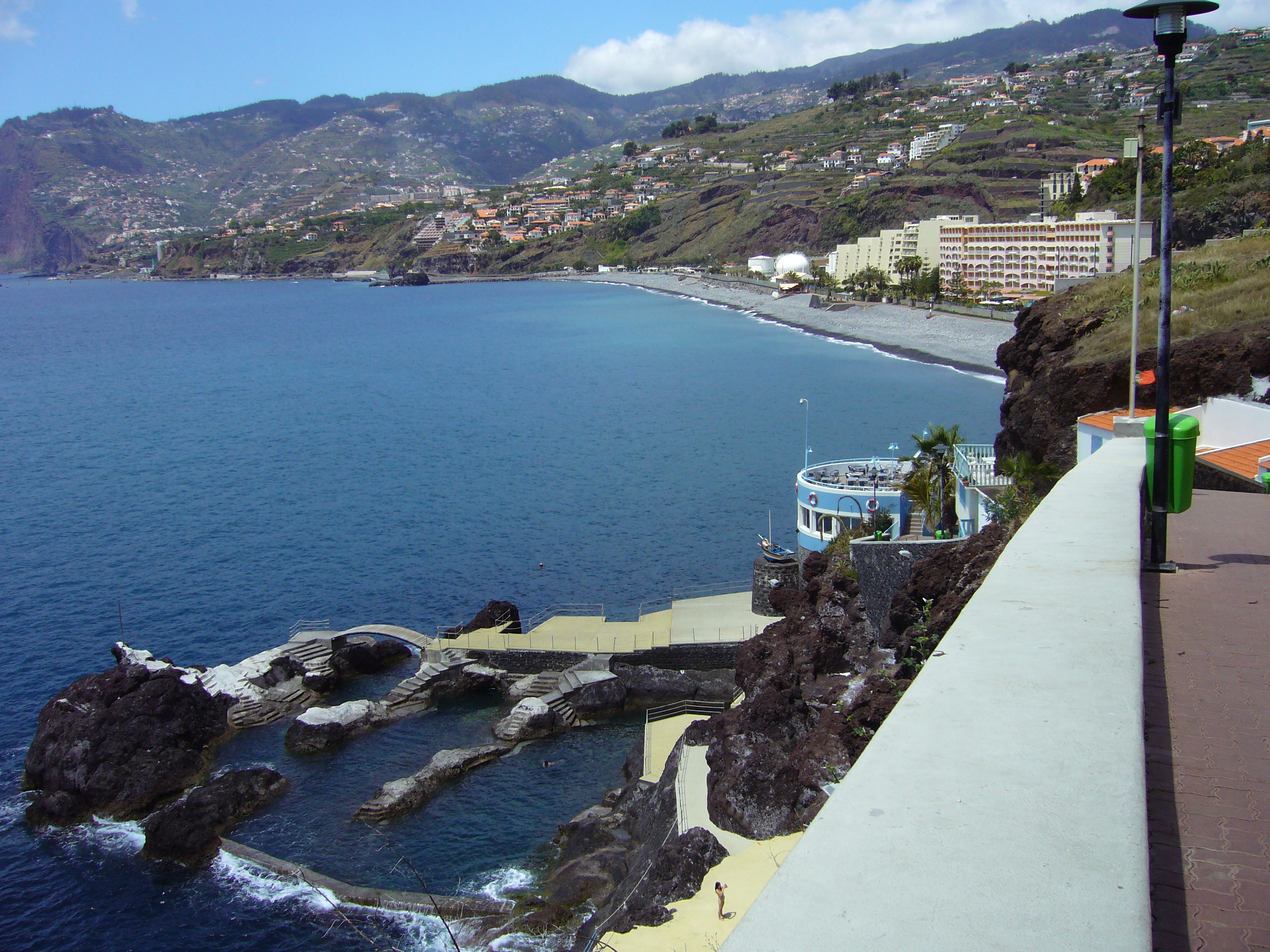
Doca do Cavacas com Praia Formosa ao fundo
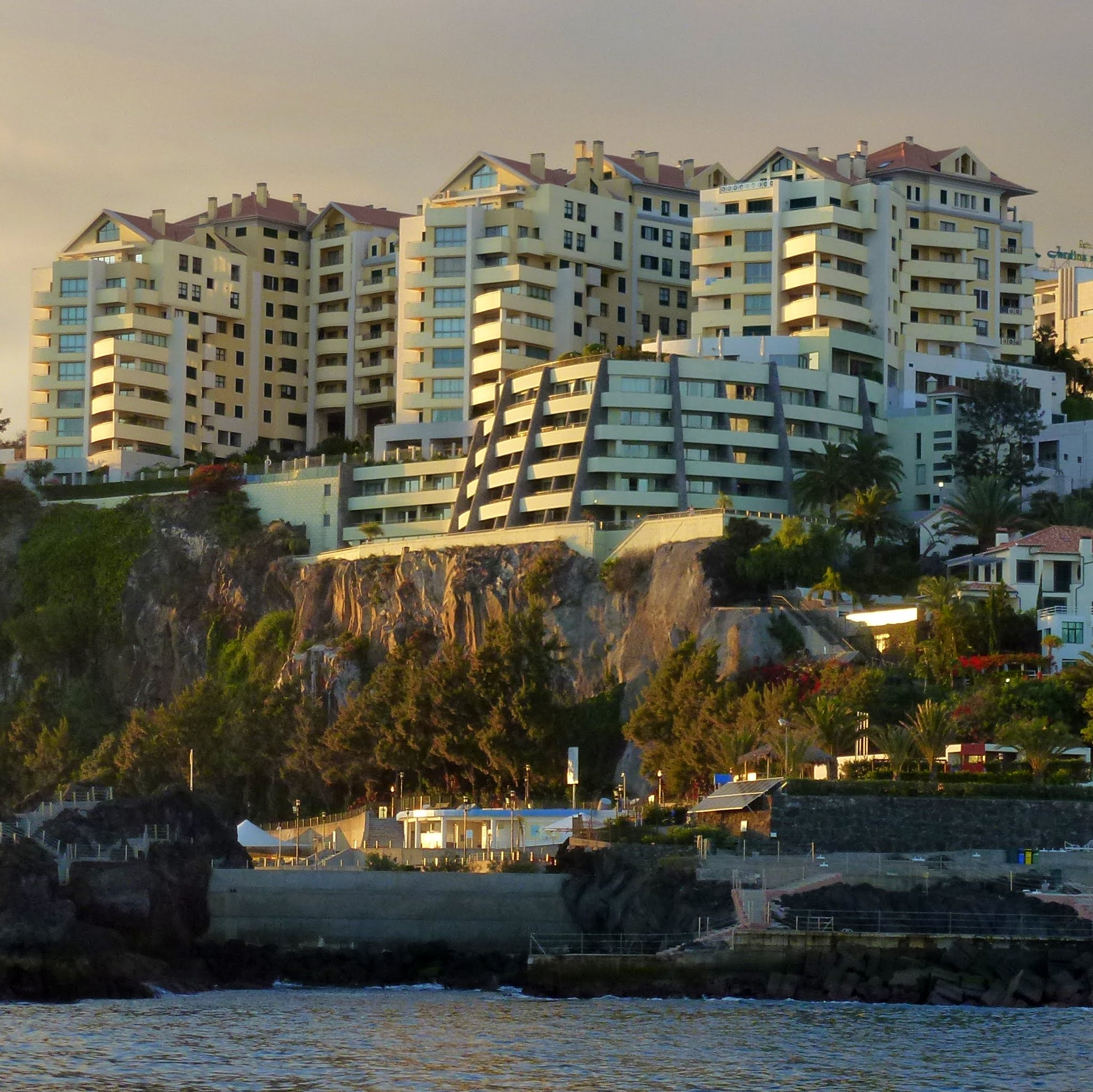
Ponta Gorda
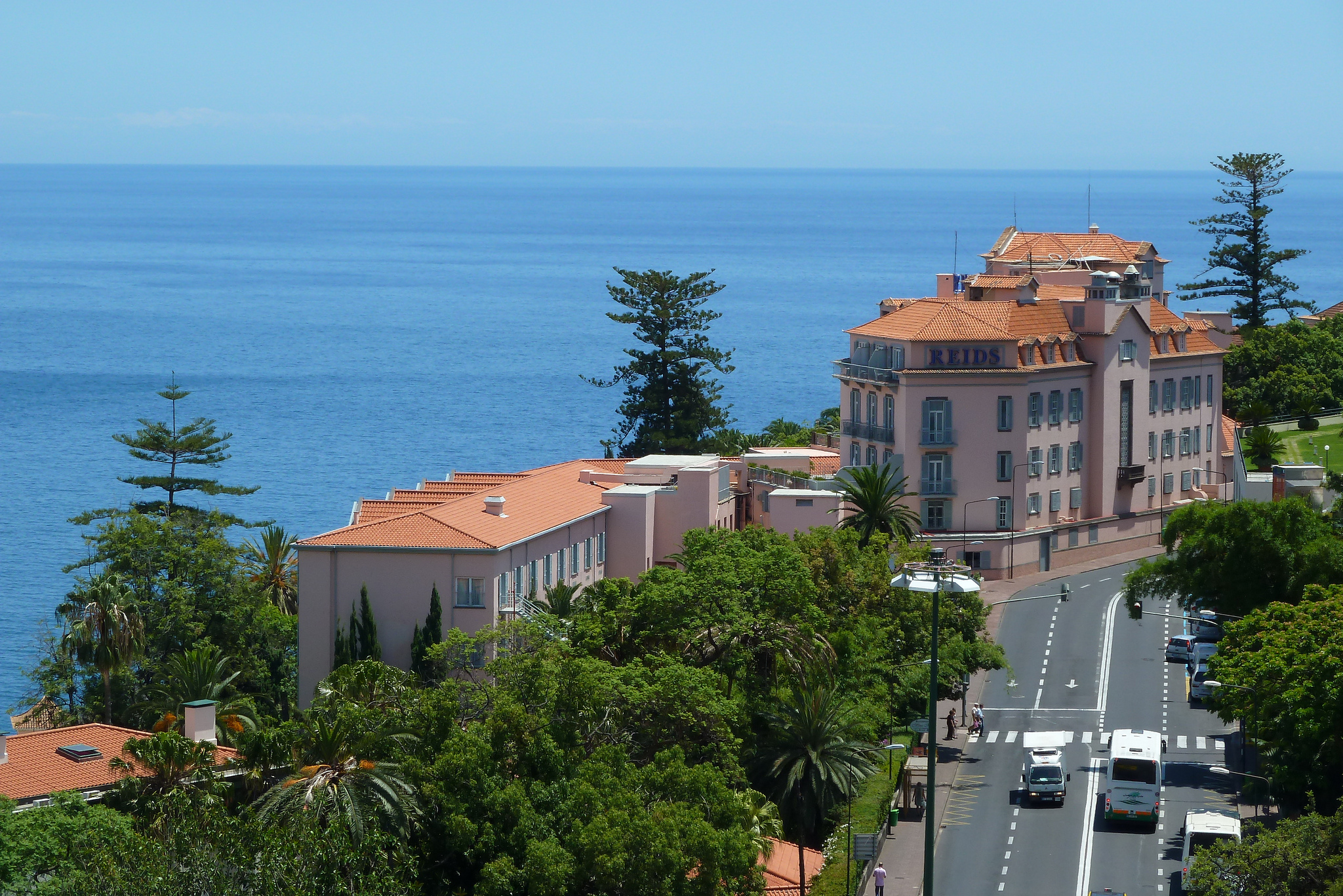
Emblemático Hotel Reids
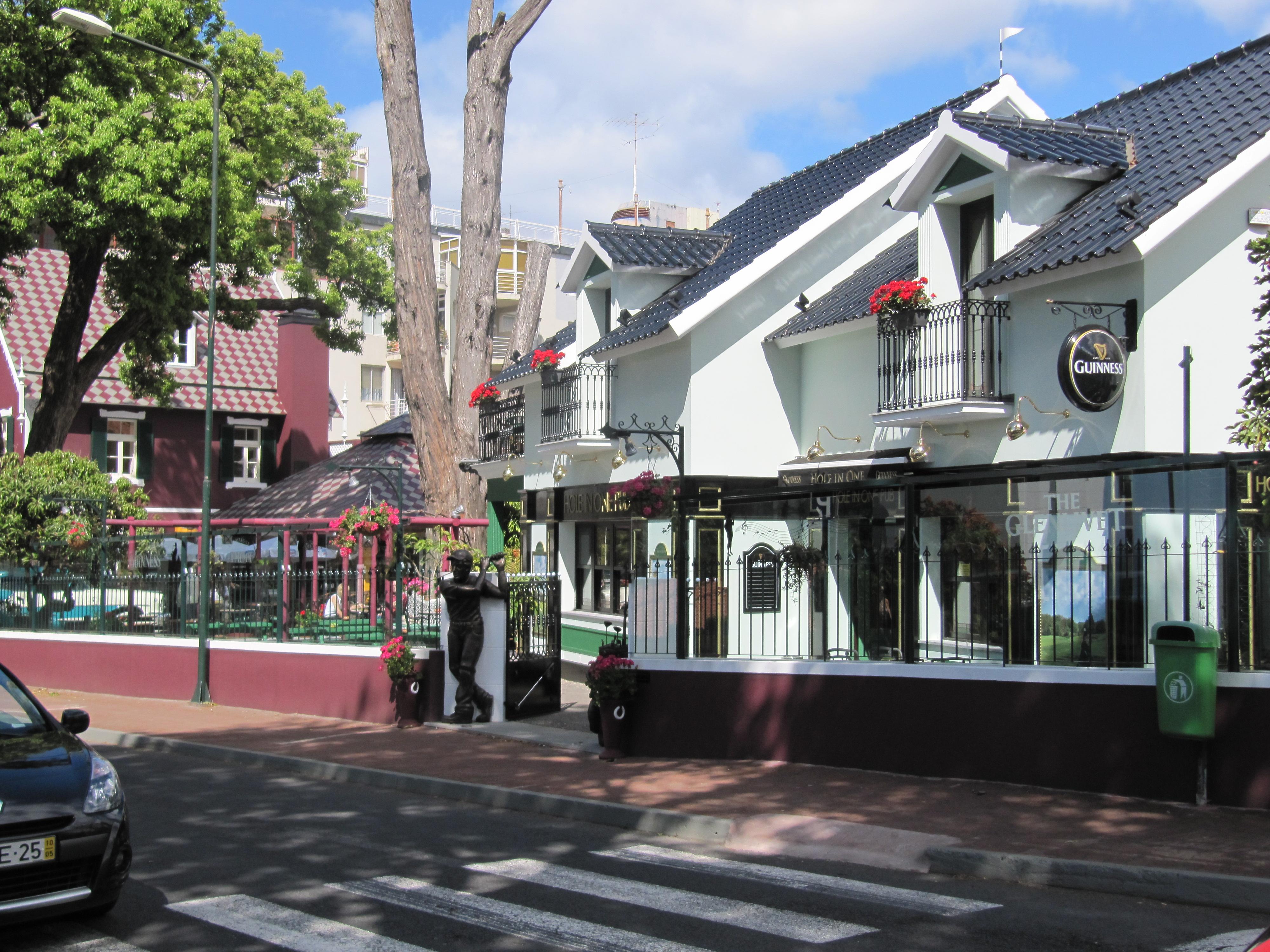
Pub Hole in One
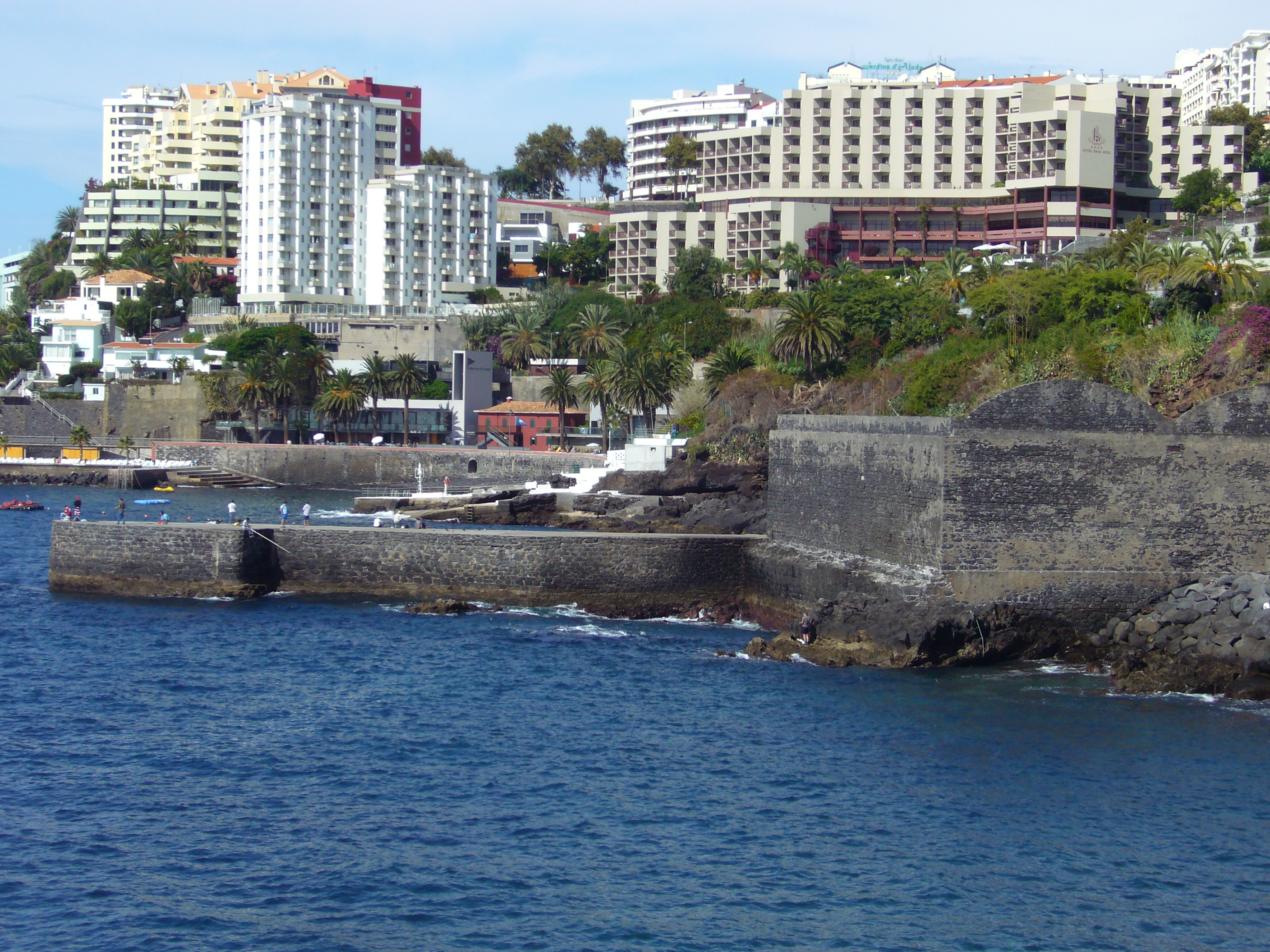
Cais do Carvão com parte da Zona Hoteleira ao fundo
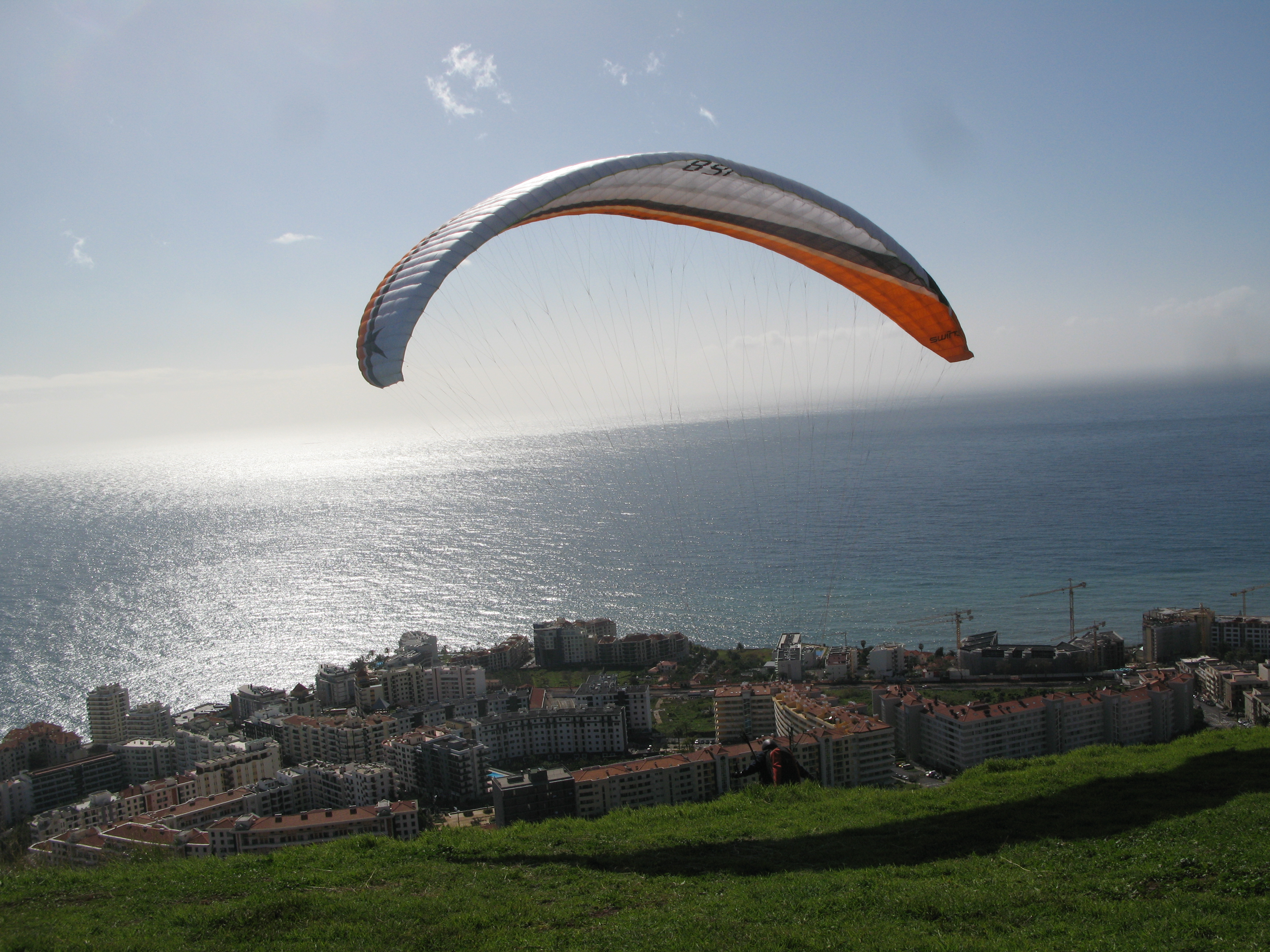
Prática de parapente desde o Pico da Cruz, para as zonas do Amparo, Ajuda e Piornais

## Ver Também
- São Martinho de Tours

## Ligações Externas
- «Junta de Freguesia de São Martinho»
- «Facebook da Freguesia de São Martinho no Funchal»